# Self-aligned gate

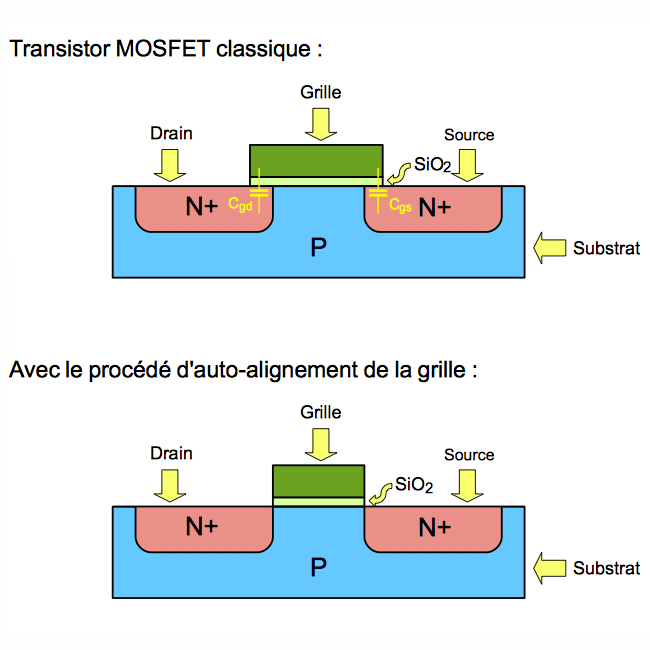
Schéma de transistors MOSFET (vue en coupe) montrant l'amélioration apportée par le procédé d'auto-alignement de la grille.

Une self-aligned gate (qu'on pourrait traduire de l'anglais par « grille auto-alignée ») est un procédé de fabrication de transistor MOSFET dans lequel la grille, en silicium polycristallin très dopé, est utilisée en tant que masque pour le dopage de la source et du drain qui l'entourent.
Grâce à cette technique, le chevauchement de la grille avec les bords de la source et du drain est plus finement contrôlé, ce qui permet de mieux maîtriser les caractéristiques du transistor MOSFET obtenu et d'améliorer les performances du composant en réduisant ses capacités parasites Cds et Cgs.
La technique de self-aligned gate est née en 1966, et fut brevetée aux États-Unis en octobre 1969.